# 055 (prefisso)
055 è il prefisso telefonico del distretto di Firenze, appartenente al compartimento omonimo.
Il distretto comprende la parte orientale della città metropolitana di Firenze ed alcuni comuni della provincia di Prato e della provincia di Arezzo. Confina con i distretti di Porretta Terme (0534), di Bologna (051) e di Imola (0542) a nord, di Faenza (0546) a nord-est, di Forlì (0543) e di Arezzo (0575) a est, di Siena (0577) a sud, di Empoli (0571), di Pistoia (0573) e di Prato (0574) a ovest.

## Aree locali e comuni
Il distretto di Firenze comprende 40 comuni compresi nelle 5 aree locali di Borgo San Lorenzo (ex settori di Borgo San Lorenzo, Firenzuola e Marradi), Firenze, Pontassieve (ex settori di Greve in Chianti, Pontassieve, Reggello e San Casciano in Val di Pesa), San Giovanni Valdarno e Signa. I comuni compresi nel distretto sono: Bagno a Ripoli, Barberino di Mugello, Barberino Val d'Elsa, Borgo San Lorenzo, Bucine (AR), Calenzano, Campi Bisenzio, Carmignano (PO), Castelfranco Piandiscò (AR), Cavriglia (AR), Dicomano, Fiesole, Figline e Incisa Valdarno, Firenze, Firenzuola, Greve in Chianti, Impruneta, Lastra a Signa, Londa, Loro Ciuffenna (AR), Marradi, Montevarchi (AR), Palazzuolo sul Senio, Pelago, Poggio a Caiano (PO), Pontassieve, Reggello, Rignano sull'Arno, Rufina, San Casciano in Val di Pesa, San Giovanni Valdarno (AR), San Godenzo, Scandicci, Scarperia e San Piero, Sesto Fiorentino, Signa, Tavarnelle Val di Pesa, Terranuova Bracciolini (AR), Vaglia e Vicchio .